# Murillo de Gállego
Murillo de Gállego est une commune d’Espagne, dans la province de Saragosse, communauté autonome d'Aragon comarque de Hoya de Huesca.